# Dennis Boutsikaris
Dennis Boutsikaris é um ator estadunidense duas vezes ganhador do prêmio Obie. Ele é um ator da Broadway e frequentemente atua como ator convidado em filmes para a TV. Ele também já ganhou um prêmio Audie por um audiobook.
Destacou-se no papel do pintor artístico Mason, em "O milagre veio do espaço" (*batteries not included), em 1987.
Em 2010 participou da série House MD no Episódio "Buraco Negro".
Em 2012 atuou no filme: "O Legado Bourne".